# Paolo Castelnuovo
Paolo Castelnovo (Origgio, 1861 – Parabiago, 7 febbraio 1926) è stato un imprenditore italiano.
Celebre per aver introdotto a Parabiago (MI) l'industria calzaturiera: è anche grazie a lui se ora la cittadina lombarda viene ricordata come Città della calzatura.
Nato a Origgio (VA, nei pressi di Saronno) da modesta famiglia, fin da ragazzo lavorò presso la filanda Motta e a 20 anni lasciò l'Italia per cercare fortuna a Shanghai (Cina), dove portandosi manodopera da Parabiago e Buscate, diresse un'industria inglese di filatura della seta. Nel 1884, scaduto il suo primo importante contratto di lavoro, ritornò nel "Belpaese" ed aprì una filanda per conto proprio (attiva fino al 1918).
Nell'anno 1899, in società con Attilio Fumagalli e Ermogene Lazzaroni, avviò la prima fabbrica parabiaghese di scarpe (da donna), con sede nella centrale Piazza Maggiolini (nome odierno, non dell'epoca) e circa 15 operai in maggioranza romagnoli. Quattro anni dopo fondò, sempre nel paese lombardo, una società per la distribuzione elettrica, chiamata Luce e Forza.
Fu anche benefattore per il medesimo borgo, nel 1919 lasciò soldi per l'istituzione di una scuola serale di disegno professionale e per la costruzione dell'oratorio maschile.
Alla sua morte cedette le attività industriali nelle mani del figlio maggiore Piero, il quale a causa della crescente concorrenza orientale sulla produzione della seta, trasformò la filanda in industria per la preparazione del rayon, e più avanti del nylon.